# Mercy-le-Bas
Mercy-le-Bas är en kommun i departementet Meurthe-et-Moselle i regionen Grand Est (tidigare regionen Lorraine) i nordöstra Frankrike. Kommunen ligger i kantonen Audun-le-Roman som tillhör arrondissementet Briey. År 2022 hade Mercy-le-Bas 1 276 invånare.

## Befolkningsutveckling
Antalet invånare i kommunen Mercy-le-Bas
| Referens: INSEE |